# Al-Wala' wal-Bara'
 Al-walāʾ wa-l-barāʾ (em árabe: ٱلْوَلَاءُ وَٱلْبَرَاءُ) é um conceito teológico no Islã Ortodoxo, que significa literalmente "lealdade e repúdio". Refere-se à ideia de amar e se aliar àquilo que é considerado agradável a Allah, e rejeitar e se distanciar daquilo que é visto como contrário à Sua vontade. Esse conceito tem sido historicamente interpretado de diferentes maneiras dentro das diversas denominações Islâmicas.

## História
O conceito tem suas bases no Alcorão e na Sunnah, sendo mencionado como um princípio para orientar a conduta dos muçulmanos em relação a crenças e práticas externas à fé islâmica.
No Sunismo e também no Salafismo, alguns estudiosos clássicos, como Ibn Taymiyyah, interpretaram al-walāʾ wa-l-barāʾ como um princípio para manter a identidade islâmica e evitar a assimilação de práticas religiosas externas. O reformador Muhammad ibn Abd al-Wahhab reforçou essa ideia dentro do Salafismo, promovendo sua aplicação como parte da purificação da fé islâmica.

## Descrição
Al-walāʾ wa-l-barāʾ é frequentemente descrito como a obrigação de demonstrar lealdade a Deus, ao Maomé e à comunidade dos crentes, ao mesmo tempo em que se distancia de crenças e práticas consideradas incompatíveis com os ensinamentos islâmicos. A lealdade implica seguir os princípios da Sharia, apoiar os fiéis e preservar a integridade da religião. O repúdio, por sua vez, refere-se ao afastamento de influências que possam levar ao shirk (associar parceiros a Deus) ou à adoção de costumes alheios ao Islã.
As interpretações dessa doutrina variam, e seu impacto na prática religiosa depende do contexto histórico e teológico de cada escola de pensamento. Enquanto alguns veem al-walāʾ wa-l-barāʾ como um princípio essencial para a preservação da identidade islâmica, outros argumentam que sua aplicação deve ser equilibrada para evitar extremos.

## Leituras adicionais
- Gauvain, Richard. *Salafi Ritual Law and Practice*, Routledge Handbook of Islamic Ritual and Practice. Reino Unido, Taylor & Francis, 2022. eBook ISBN 9781003044659 .